# Punk
Punk ali punk rock [pánk rok] (najpogosteje punk/pank) je proti-institucionalno glasbeno gibanje, ki se je razvilo med letoma 1976 in 1980. Med začetnike te zvrsti pa uvrščamo skupine The Ramones, Sex Pistols, The Clash in The Damned. Ta izraz pa se uporablja tudi za poimenovanje kasneje razvitih podzvrsti, ki imajo nekaj ključnih značilnosti izvirnega punk gibanja.

## Izvor
Izraz »punk rock« (iz angleškega izraza punk, ki pomeni gnil, ničvreden, ali nesramen; v zaporniškem slengu izraz pomeni podredljiv) so prvotno uporabljali za poimenovanje glasbeno enostavni rock & roll (temelječ na kitarah in vokalih) v ZDA v srednjih šestdestih, kot sta The Seeds in The Standells, ki pa sta sedaj večkrat opredeljena kot garažni rock.
Prvi kritik, ki je uporabil izraz je bil Dave Marsh, ki je z njim opisal glasbo ? and the Mysterians v majski (1971) številki revije Creem. V zgodnjih sedemdesetih so izraz začeli uporabljati mnogi rockovski glasbeni novinarji. V knjižici albuma Nuggets je izraz »punk-rock« uporabil kitarist in kritik Lenny Kaye za garažni rock šestdesetih (pa tudi nekaterih mračnejših in primitivnejših zvrsti, npr. psihedelični rock). Kmalu po tem je ustanovil glasbeno skupino z avantgardistično poetinjo Patti Smith. Njun prvi album, izdan 1975, je bil navdih mnogim punk rockerjem, kar kaže na to, kako je izraz prešel v uporabo, kot jo poznamo danes.

## Zgodovina

### Ameriške korenine
Kot skupine, v katerih najdemo zametke punka, omenjajo satirične The Fugs ter odštekane The Velvet Underground z Loujem Reedom in pevko Nico, ki so predstavljali glas urbanega realizma. Detroit, ki ga imenujejo tudi mesto rocka, je proizvedel revolucionarne MC5, ki so na punk vplivali zaradi eksplozivnega načina izražanja idej in močne politične zavesti ter Iggyja Popa in njegovo spremljevalno skupino The Stooges. Iggy je s koncerti presegal meje realnosti, iz njih je naredil performans. Na njih se je rezal, skakal na občinstvo in jim v obraz vpil vse vrste žaljivk, če niso bili dovolj zagreti. Poznavalci ga imenujejo enega prvih pravih vplivov na zgodnji punk (proto punk). Izmed pomembnejših skupin omenimo še New York Dolls iz Vzhodne obale, ki so do medijske pozornosti prišli šele, ko jim je smrtna doza mamil pobrala bobnarja. Njihove pesmi so govorili o uporništvu in vprašljivi realizaciji medle prihodnosti ter predvsem o najstnikih, katerim je bila najpomembnejša stvar v življenju - izogibanje dolgčasa.
Te skupine, ki jih imenujemo začetnike punka (proto punk), se svojega močnega vpliva takrat seveda niso zavedale. Bili so nekaj posebnega; njihova besedila so bila za takratne razmere hudo žaljiva, uperjena proti sistemu in trenutni politiki, predvsem pa proti komercialni glasbi in kulturi.
Prvi bend, ki pa se je bolj neposredno približal punku oz. punk rocku so bili The Ramones. Prvi so igrali komade resnično hitro; normalno, 4-minutno pesem so spravili na dobro minuto. Za današnje dni morda nič posebnega, v letu 1976 pa je bil tak način igranja senzacija.

### Angleški punk
Po uspehu Ramonsov je v Združenem kraljestvu kar naenkrat nastalo ogromno punk bendov; The Damned, Sex Pistols, The Clash, The Buzzcoks. Med tistimi, manj priznanimi, vendar vseeno kvalitetnimi, pa najdemo Vice Squad, Slaughter and The Dogs, Generation X in Sham 69.
Sex Pistols so seveda najbolj znani izmed njih. Skupaj so bili le malo časa, vendar so za vedno pustili svoj pečat v razvoju glasbe. Skozi njihove surove, nihilistične komade in nasilne nastope so revolucionizirali idejo tega, kar naj bi rock’n’roll v resnici bil. V Angliji so veljali za nevaren proizvod družbe in marsikje jim niso pustili nastopati. V Ameriki niso imeli istega pomena, kot v Angliji, a je vseeno v obeh deželah ravno zaradi njih nastalo ogromno bendov, razvila pa se je tudi močna glasbena underground scena.
Med evropske skupine iz tega časa sodi finska Ratsia. Skupina je nastala med prvim valom punk rocka leta 1977 v Pihtipudasu v osrednji Finski. Sprva so jo sestavljali pevec, pisec pesmi in kitarist Jyri Honkavaara, basist Seppo Hämäläinen in bobnar Pasi Kuusjärvi. Najbolj znana pesem skupine je Lontoon skidit. Skupina je razpadla konec leta 1982.

### Pa spet nazaj v Ameriko …
Po navalu angleških punk bendov je v Kaliforniji nastalo kar nekaj zanimivih skupin, ki so se spogledovale s hardcorom, Oi! punkom in blitzcorom. To so bili Black Flag, Circle Jerks, Dead Kennedys, Agent Orange, Bad Brains idr., ki so bili še bolj agresivni in glasni, nekateri tudi politično angažirani (npr. Dead Kennedys). Njihov angleški odgovor so bili Crass, The Exploited, Subhumans, Discharge in Oi Polloi ki so najbolj prepoznavni in najbolj vplivajo na sceno. Vsi našteti angleški bandi z izjemo Crass so namreč še danes (2009) zelo dejavni.

### Zaton v sredini 80’
Takrat je kar nekaj skupin razpadlo ali pa je njihov razvoj stagniral. Punk v pravem pomenu besede je skoraj izginil; v Washingtonu in Bostonu se je razvil v hardcore in njegovo mehkejšo različico emo, vse bolj se je pojavljal tudi thrash metal. Pravih punk zvokov ni več proizvajala skoraj nobena skupina. Vendar so se takrat že začeli oblikovati nekateri bendi, ki jih danes štejemo pod novodobni, melodični punk.

### Novodobni punk
Punk je spet oživel s prvimi takti Nirvaninega “Smells like teen spirit”, vendar v popolnoma drugačni obliki. Nekoč je bila to subkultura, ki se je upirala masovni produkciji in uveljavljala način DIY (Do It Yourself) oz.“naredi sam”. Se pravi, da je podpirala nastanek neodvisnih založb, doma narejenih fanzinov, s katerimi so širili svojo ideologijo, celo šivanje lastnih oblačil. Vendar so velike glasbene založbe še prehitro zavohale, kako se lahko uporništvo dobro prodaja. Punk je postal kapitalistični sen. In v trenutku, ko se je to zgodilo (in to se ni zgodilo samo punku), je ta glasbena zvrst postala sintetičen mladinski proizvod, orožje v rokah kapitalistov, ki so stare punkerske vrednote izrabile v povečanje lastnega dobička. Vsi bendi, ki so bili nekoč del undergrounda (Rancid, Bad Religion, The Offspring…), so čez noč postali uspešnica.
Pa vendar moramo post punkovskim skupinam ali skupinam punk revivala priznati določeno kvaliteto; v njihovih komadih je veliko energije, ki še posebej pridejo do izraza na koncertih. Najbolj znani bendi prihajajo iz Kalifornije, ki je zibelka melodičnega hardcore punka/pop punka/newschool punka, vendar jih dandanes najdemo že po celem svetu. Če naštejemo nekaj zanimivejših (oz. najbolje prodajanih): veterani Bad Religion, NOFX in The Vandals, pa Pennywise, Rancid, H2O, Hi-Standard, Mad Caddies, Ataris, Lagwagon, Unwritten law, Me First and the Gimme Gimmes, Down by Law, The Offspring, New Bomb Turks, Shelter, Catch 22, Less Than Jake, Millencolin, No Use for a Name, Satanic Surfers, Burning Heads, 22 Jacks, Assorted Jelly Beans, Anti-flag, Blink 182, Green Day, Sum 41, GOB, Billy Talent, Simple Plan, Good Charlotte, Plus 44 itd.
Določeno spremembo so doživele tudi nekoč neodvisne underground založbe. Nekdanji kitarist Bad Religion, Brett Gurewitz, recimo, je v daljnih 80’ ustanovil svojo založbo, Epitaph, ki je v 90’ postala denarno izjemno uspešna, še en primer transformacije “neodvisne založbe” v multikorporacijo. Isto se je zgodilo z založbo Fat Wreck Chords (NOFX) in še mnogimi drugimi.

## Punk v Sloveniji
Punk je bil v Sloveniji oz. v nekdanji Jugoslaviji dokaj močno underground gibanje, ki se je zoperstavilo napakam socialistične družbe. Njegov nastanek so pogojevale socialnoekonomske razmere, v katerih so takrat živeli prebivalci Jugoslavije: nezaposlenost, nizek življenjski standard, inflacije, devalvacije, stanovanjski problemi ipd.
Med prvimi, ki so kot glasbena skupina idejo punka vpeljali v Slovenijo, so bili Pankrti (leta 1977 so imeli prvi koncert na Gimnaziji Moste). Nekako ob istem času so na Radiu Študent začeli predvajati prve punk plošče, ki so jih posamezniki prinesli iz tujine. Ko se je enkrat začelo, ni bilo več poti nazaj; nastali so Buldogi, Lublanski psi, Kuzle, Otroci socializma, Čao pičke, Tožibabe, Indust-bag, Niet, Šund, O!Kult, Odpadki Civilizacije, Via Ofenziva …Večina izmed njih je nastopila tudi na zgodnjih festivalih Novega Rocka v Križankah.
Za tedanjo miselnost je bil šok seveda že sama pojava punkerja: verige, strgane kavbojke, neti, pasje ovratnice, bulerji ali pa njihovi predhodniki, stari vojaški čevlji, priponke, majice s “čudnimi” slikami in napisi, usnjene jakne, na katere so slogane in imena najljubših skupin pisali kar z edigsom itd. Zbirali so se v discu Študent, kasneje v Leninovem parku, na Kersnikovi 4 in seveda v najrazličnejših lokalih: Pod Skalco, v Riu, Medexu, Unionu... Zaradi obleke in včasih tudi nasilniškega obnašanja so bili marsikje nezaželeni in tudi preganjani s strani policije.
Prestop Slovenije v neodvisnost in prehod v tržno miselnost pa je terjal svoj davek tudi pri punku. Postal je del masovne kulture in težko bi rekli, da je še subkultura, čeprav na Slovenskem te spremembe niso tako občutne, kot recimo v Ameriki. Večina starih punk bendov iz Jugoslavije je razpadlo, začeli pa so se pojavljati novi bendi, katerih večina se je igrala hardcore punk, kar pa je bil trend že v poznih osemdesetih. Eni izmed takšnih so: CZD, Delavare, Not Why Yes, The Fat Nuns, V Okovih, Proletariat, Wasserdicht, ... Med bolj znane bende v poznih 90. letih sodijo tudi Racija, Scuffy Dogs, Elvis Jackson.
Marsikje po Sloveniji se trudijo, da se primarno bistvo punka ne bi zmanjšalo (razni bari in društva ter mladinski centri po državi). Izstopa Metelkova Mesto in društvo Kapa, ki v Gali Hali redno organizira punk koncerte slovenskih in tujih bendov, vsako leto pa tudi Drr Mrr Orto Punk festival, ki poteka v Orto baru v Ljubljani. Festivali so seveda pomemben del vsake subkulture. Na njih se poleg bendov predstavijo tudi neodvisne založbe in distributerji ter ustvarjalci fanzinov. Med pomembnejše festivale sodijo še ljutomerski Flatuss, mariborski No Border Jam, ilirskobistriški FeiStriz Hard Core Festival, Garage Explosion v Ljubljani, Krastival v Komnu, Fuck Your Nationality in Balkanika core v Kranju...
Ker punk na Slovenskem ni doživel takšne transformacije kot drugod, je še vedno dovolj komercialno nezanimiv in zato je skupinam težko najti založbe, ki bi jih sprejele pod svoje okrilje. Za njih po navadi poskrbijo neodvisne založbe, kot so Front Rock, Jay-Walk, Reactive Form Tapes, Choose Life Records... marsikatera skupina pa ima v lasti tudi samozaložbe (Ohoho Records - Pridigarji, Stripcore - 2227, Chaos Records - Lokalne pizde...)
Danes se lahko Slovenija pohvali s kar nekaj kvalitetnimi novodobnimi punk bendi, ki pa se po svoji usmeritvi med seboj zelo razlikujejo. Nekateri igrajo slovensko različico epitaph zvoka (Dreamwalk, Not The Same, Summerville), drugi se spogledujejo s ska-jem (Elvis Jackson, Pridigarji, Pigs Parlament, Red Five Point Star, Los Nipples), spet tretji igrajo mešanico hardcora in metala (Wasserdicht, Odpisani, No Limits, Neverend) ali reaggija in funka (Anonimus, Srečna Mladina), nekateri poskušajo ostati zvesti punku s konca 70’ in začetka 80’ (The Drinkers, Mi2, G.U.B.), spet drugi se spogledujejo z melodičnim punk rockom in popom (Zablujena generacija, Backstage, Multiball, Banditi, Trash Candy). Imamo tudi skupine, ki se spogledujejo z emom (Leaf fat, Puppetz, Icarus down, Spill of ink).
Danes punk nima več duha kot nekoč, ker je splošno spoznan za le še eno izmed kultur. Med najbolj uspešnimi bendi so predvsem takšni, ki se trudijo delati za profit (npr. Zablujena Generacija). Star spomenik nekdanjemu jugo punku ostajajo le še Pankrti in Niet.

## Kultura in slog

### Slog
Subkulturni stil se je odražal s poudarkom na izgledih. Subkulturni stil prikazuje svoja pravila (npr. raztrgane panksove hlače na kolenih) ali vsaj kaže, da se pravila lahko izrabijo ali kršijo (npr. hlače so največkrat namensko raztrgane). Ta (ne)pravila so tudi etnološko pomembna, ker so dopolnitev k stilu kot namerni komunikaciji. Nemogoče pa je klasično etnološko razlagati nošo, ker je življenjski stil pankerjev izrazito osebno spektakularen in dopušča nešteto varijacij, ki jih je nemogoče, in tudi neumestno, sistematizirati. Pravilo konvencionalnega oblačenja je relativna nevidljivost, prikladnost, nevsiljivost, naravnost, ki kaže svojo »normalnost« nasproti »deviantnosti« punkerskega izgleda. Namerna komunikacija se tu izraža kot izločena, vidljiva konstrukcija, ki pritegne pozornost nase in se ponuja kritiki, obrekovanju. Punkerski izgled največkrat direktno žali (psovke, napisane na majicah, npr: Fuck Off!, Piss Off!, Odjebi!), preti (razna militaristična gverilska oprema) in provocira (npr. “napiš NE!”).
V punk modi najdemo najobičajnejše in najprikladnejše predmete, kot so: »knofljice« ali sponke, verige, jermeni, pasje ovratnice, ključavnice itd., s katerimi se vsak dan srečujemo (pri opravilih kot so spenjanje, uklenjanje, vezanje, zaklepanje…). Predmeti, vzeti iz najbolj nemoralnih kontekstov, so našli mesto na punkerski obleki: verige, pripete na hlače ali majice, knoflice kot okras na obleki ali pripete skozi lice, nos, ušesa, cenene tkanine (polvinil, plastika, skaj) v vulgarnih dizajnih (npr. lažna leopardova koža). Proti konvencionalnim pravilom o zakonih lepote, ko jih propagirajo množični mediji, so panksi začeli nositi ličila, ki so zbujala pozornost in so bila pretirano udarjena in v nasprotju s pravilom, da mora biti ličilo diskretno, komaj vidno. Ličila so začeli uporabljati tako moški kot ženske. Obraz so si obarvali v abstraktne portrete odtujenega izraza in si pobarvali lase od slamnato rumene do ekstremno zelene barve.
Če pogledamo danes se večina panksov oblači ˝normalno˝, tako da jih steška opazimo v družbi. Večinoma se oblačijo kot skaterji ali pa v kombinaciji z zgoraj naštetimi navadami.

### Kultura
Obnašanje je predstavljalo sestavni del življenjskega stila panksov. Pogojeno je bilo s sistemom vrednot in družbenim položajem, ki ga je imela mladina v naši družbi. Mladi so s svojim obnašanjem izražali stanje, v katerem so se nahajali. Ničesar ni bilo, za kar bi se bilo vredno potruditi. Vse je bilo 'brez veze'.
Panksi so se borili proti oblasti zato se jih je oblast hotela eliminirati iz družbe. Za to je uporabila medije; v Nedeljskem dnevniku je leta 1981 objavila članek “Kdo riše kljukaste križe?” in obsodila pankse, da so fašisti (čeprav so bili veliki nasprotniki le teh). Punk kultura se nikoli ni mogla otresti tega naziva (fašist), zato se je dogajalo, da so pankse, po objavi članka v nedeljskem dnevniku, pretepali na ulicah, policija je dobesedno pritisnila na njih, bili so tarča psovk in raznih žaljivk, itd. Panksov oblast ni nikoli sprejela, saj so bili družbeno nesprejemljivi zaradi oblačenja, obnašanja, grdih besed... ipd. Dejstvo pa je, da se panksi nikoli niso sekirali zaradi problemov. Okolje, v katerem so živeli, so gledali povsem mirno in neprizadeto, saj se niso počutili odgovorne za nastale probleme (krivdo so zvalili na oblast). Svojo prizadetost pa so izrazili v pesmih, besedilih, stilu oblačenja in pljuvanjih, ki je nekako postajal glavni simbol v 80-ih in ki naj bi pomenil nekakšno izenačitev med nastopajočimi in gledalci.
Vsak je hotel biti 'cool', kar pomeni določeno stanje duhovne odsotnosti, emocialno nezainteresiranost in tudi kot določen prezir do drugih ljudi, skupnosti in idej. K obnašanju štejemo tudi ples, ki pa se je kot enotna oblika pokazal le v pogu, ˝stage diving˝ in moshing. Pogo je začel plesati Sid Vicious, s skakanjem v zrak in z rokami ob telesu. Takšno skakanje so dopolnjuje z navidezno agresivnim zaletavanjem eden v drugega. Večina pa je plesala po svoje. Dovoljen je bil le tisti minimum intimnosti oziroma družabnosti, ki je značilen za konvencionalni način plesanja. Nezaželeno je bilo povabilo na ples. Vsak je šel plesat, ko je pač imel 'taprav filing'. Kot namerna komunikacija je pomemben tudi sleng. Vendar je težko govoriti o specifičnem punk slengu, ker je tu šlo zgolj za sleng širše mladinske populacije.
Danes se o punku še veliko govori in piše kar je kazalec na to da punk gibanje ni umrlo, le prelevilo se je in prevzelo nov obraz.